# Урянхайці
Урянхайці (монг.: урианхай) — монгольське плем'я, а також назва деяких етнічних груп. Загальна чисельність монголомовних урянхайців у Монголії складає 26654 чол., тувинців — 5169 чол., уйгуро-урянхайців — 282 чол.